# 阿布杜拉达·穆萨耶夫
阿布杜拉达·依纳亚托维奇·穆萨耶夫（俄语：Абдылда Инаятович Мусаев，1956年1月20日—），比什凯克人文大学校长，吉尔吉斯斯坦人，吉尔吉斯共和国功勋教育工作者，吉尔吉斯高校联盟主席，吉尔吉斯共和国汉学协会主席，“图格尔拜”国际协会主席，日本创价大学名誉教授，中国中央民族大学、新疆大学和甘肃政法学院名誉教授。